# Gnaeus Papirius Aelianus (Konsul 157)
Gnaeus Papirius Aelianus war ein im 2. Jahrhundert n. Chr. lebender römischer Politiker.
Durch Militärdiplome, die z. T. auf den 23. April 157 datiert sind, ist belegt, dass Aelianus 157 zusammen mit Lucius Roscius Aelianus Paculus Suffektkonsul war; die beiden übten dieses Amt im zweiten Nundinium des Jahres aus. Die beiden Konsuln werden auch in einer Inschrift aufgeführt.
Aelianus war vermutlich der Sohn von Gnaeus Papirius Aelianus Aemilius Tuscillus; Gnaeus Papirius Aelianus, ordentlicher Konsul im Jahre 184, war wahrscheinlich sein Sohn.